# Бено фон Арент
Бено фон Арент (Герлиц, 19. јул 1898 — Бон, 14. октобар 1956) био је члан Немачке Нацистичке партије одговоран за уметност, позоришта и филмове. Фон Арент се у младости бавио режијом представа.
У СС је ушао 1931, а у Нацистичку партију 1932. године. Те године је био и један од оснивача Унија национал-социјалистичких позоришних и филмских уметника (Bund nationalsozialistischer Bühnen- und Filmkünstler) која је после доласка Хитлера на власт 1933. године преименована у Удружење Немачких уметника (Kameradschaft deutscher Künstler). Фон Арент је именован за Позоришног дизајнера Рајха (Reichsbühnenbildner) 1936. године. 1939. године постао је Агент Рајха за моду (Reichsbeauftragter für die Mode). Године 1944. је добио чин официра "SS-Oberführer".
Фон Арент је умро у Бону 14. октобра 1956. године.